# Tsuyoshi Yamanaka
Pour les articles homonymes, voir Tsuyoshi et Yamanaka.
Tsuyoshi Yamanaka (né le 18 janvier 1939 à Wajima et mort le 10 février 2017 à Tokyo) est un nageur japonais.

## Jeux olympiques
- Jeux olympiques d'été de 1956 à Melbourne 
  -  Médaille d'argent sur 400 m libre.
  -  Médaille d'argent sur 1 500 m libre.
- Jeux olympiques d'été de 1960 à Rome 
  -  Médaille d'argent sur 400 m libre.
  -  Médaille d'argent en relais 4 × 200 m libre.